# Vasúti vontatójárművek Szlovéniában

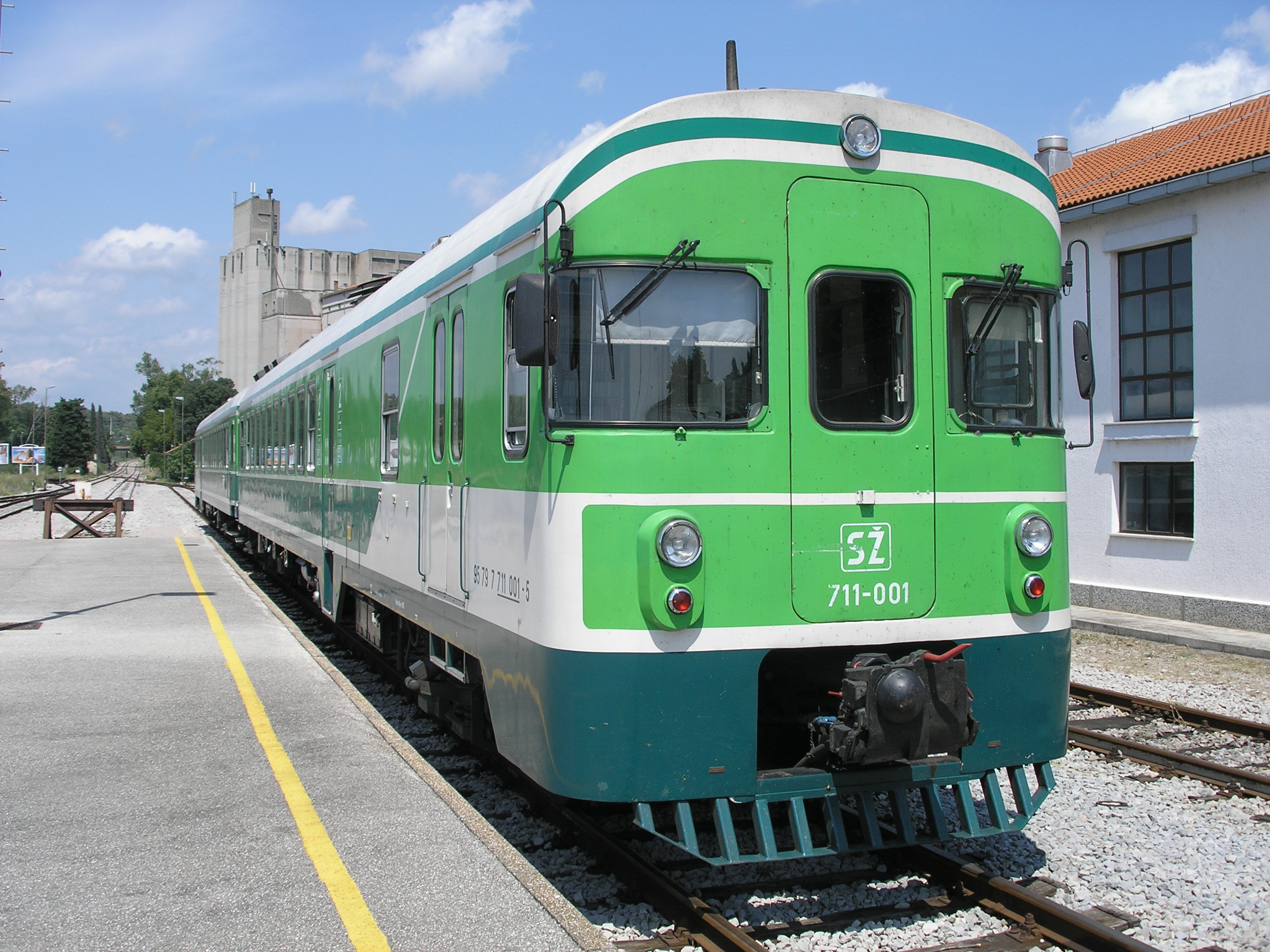
SŽ 711 sorozat

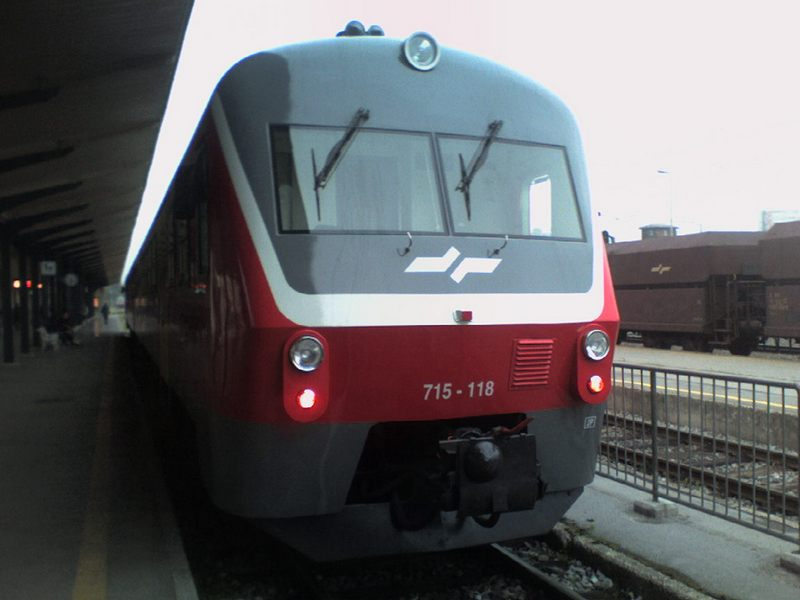
SŽ 715 sorozat

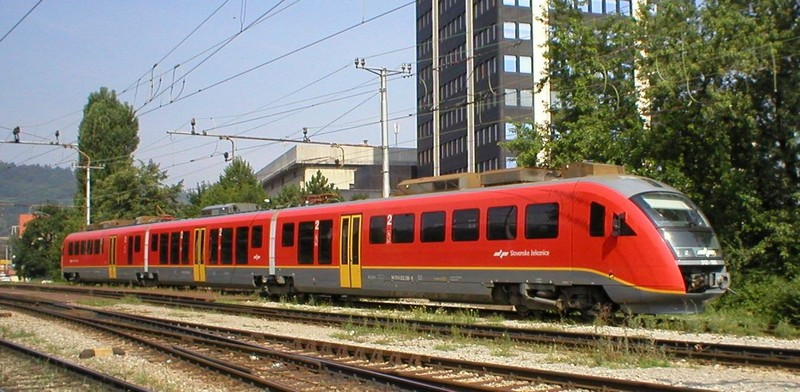
SŽ 312 sorozat

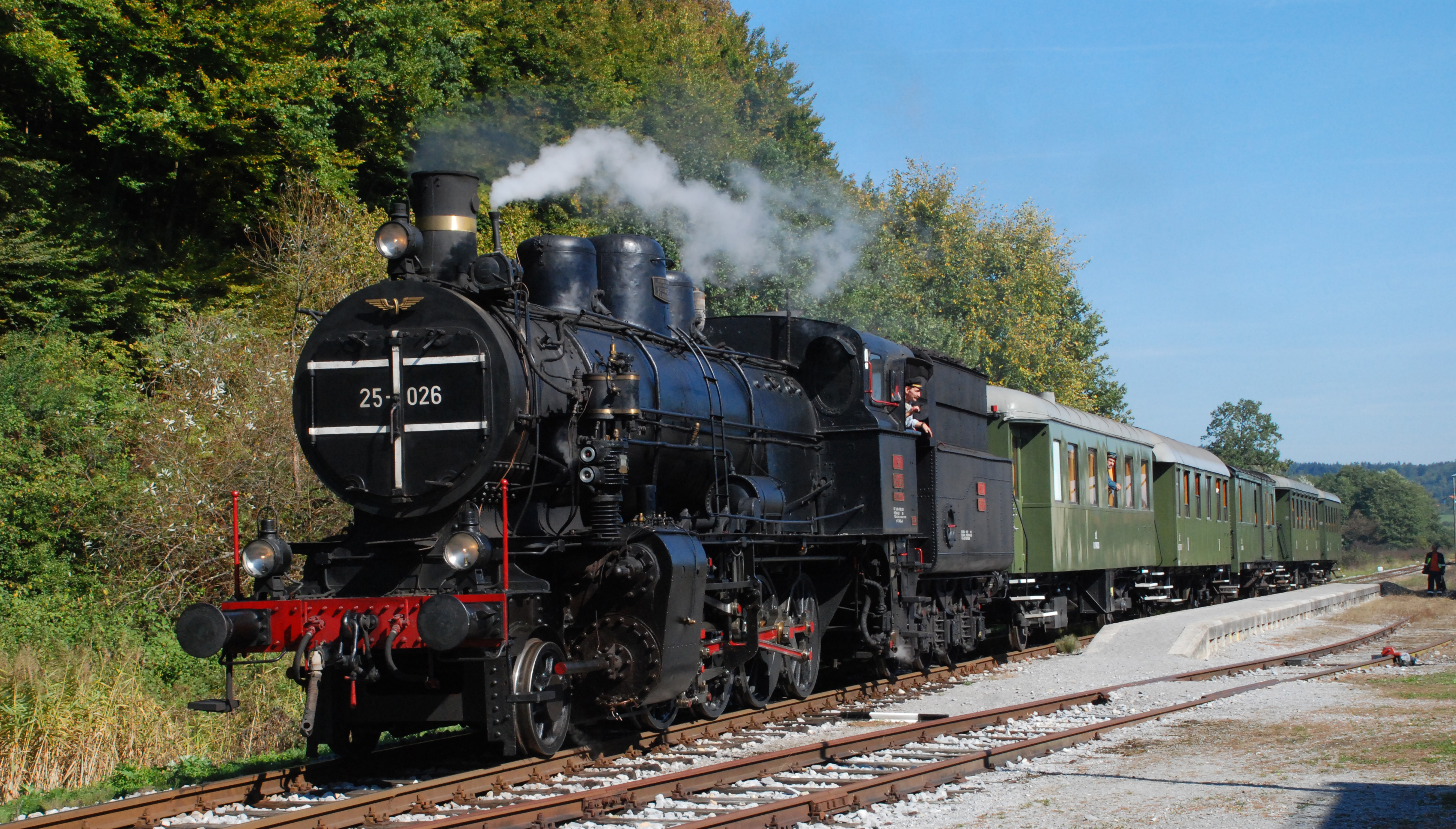
SŽ 25-026 pályaszámú gőzmozdony

Ez a lista a Szlovén Vasutak vasúti járműveit tartalmazza.

## Gőzmozdonyok
- SŽ 310.4 sorozat
- SŽ 310.5 sorozat
- SŽ 320.2 sorozat
- SŽ 331.0 sorozat
- SŽ 334.3 sorozat
- SŽ 344.4 sorozat
- SŽ 374.0 sorozat
- SŽ 375.0 sorozat
- SŽ 375.1 sorozat
- SŽ 465.0 sorozat
- SŽ 534.1 sorozat

## Dízelmozdonyok
- SŽ 642
- SŽ 643
- SŽ 644
- SŽ 661
- SŽ 664
- SŽ 731
- HŽ 732
- HŽ 821

## Villamos mozdonyok
- SŽ 342
- SŽ 362
- SŽ 363
- SŽ 541
- ES 64 F4

## Dízel motorvonatok
- SŽ 711
- SŽ 713
- SŽ 813

## Villamos motorvonatok
- SŽ 310
- SŽ 312
- SŽ 315